# Matsumoto Yamaga FC
Matsumoto Yamaga Football Club (em japonês:  松本山雅フットボールクラブ - Matsumoto Yamaga Futtobōru Kurabu) é um clube de futebol japonês, com sede em Matsumoto. Atualmente compete na J-League 2, campeonato correspondente à segunda divisão nipônica.
A equipe manda seus jogos no Matsumoto Stadium, com capacidade para acolher 20.396 torcedores. As cores de seu uniforme titular são verde e preto, sendo o uniforme reserva predominantemente branco.

## História
Atualmente o time conta com três brasileiros em seu elenco, Rodrigo Cabeça, emprestado junto ao Deportivo Brasil com passagem pelo time de base do Benfica de Portugal e Grêmio de Porto Alegre e Felipe Alves, ex-Avaí e Penapolense e Eric de oliveira
Em 2011, o ex-jogador da Seleção Japonesa Naoki Matsuda, principal atleta do Yamaga e conhecido por ter defendido durante quinze anos o Yokohama F Marinos, acabou morrendo em decorrência de problemas cardíacos.

## Títulos
- J2 League: 2018

## Uniformes

### Uniformes dos jogadores
- Uniforme principal: Camisa verde, calção e meias verdes.
- Uniforme de visitante: Camisa branca, calção grená e meias brancas.

| 1º uniforme | 2º uniforme |

### Uniformes dos goleiros
- Camisa vermelha e preta, calção preto e meias vermelhas.
- Camisa azul, calção e meias azuis.

| Cores do Time · Cores do Time · Cores do Time · Cores do Time · Cores do Time | Cores do Time · Cores do Time · Cores do Time · Cores do Time · Cores do Time |

### Uniformes anteriores
- 2014

| 1º uniforme | 2º uniforme |